# Техническая мелиорация грунтов
Техни́ческая мелиора́ция грунто́в (англ. soil improvement) — наука, занимающаяся разработкой теории и методов целенаправленного улучшения состава, физического состояния и физико-механических свойств грунтов в соответствии с запросами различных видов строительства с целью позитивного изменения качества определённых участков (объёмов) геологической среды, испытавших техногенное воздействие различного профиля.

## Структура и связь с другими науками
Техническая мелиорация грунтов тесно связана с инженерной геологией, строительным делом и экологической геологией.
Соотношение инженерной геологии и технической мелиорации грунтов показано на рис.

Соотношение инженерной геологии и технической мелиорации грунтов (Трофимов, 1997): 1 — инженерная геология; 2 — строительные технологии; 3 — химические технологии; 4 — техническая мелиорация грунтов

## История развития
Отдельные идеи и технические решения в области искусственного улучшения горных пород возникали давно, однако лишь в начале XX столетия на основе общего технического прогресса резко расширились возможности привлечения различных способов воздействия и материалов для целей мелиорации грунтов; цементация скальных грунтов в гидротехническом строительстве; известкование, цементация и битумизация грунтов в дорожном строительстве.
Конец 1920-х начало 1930-х годов знаменуется появлением большого числа новых методов искусственного улучшения грунтов: силикатизация, глинизация, холодная битумизация, электродренирование, термическая обработка лёссовых грунтов и, несколько позже, смолизация.
К концу 1930-х годов техническая мелиорация грунтов в СССР сформировалась как самостоятельная отрасль науки и техники. Об этом свидетельствует создание к этому времени прочной организационной базы научно-исследовательских работ, которые успешно развивались в Ленинградском и Московском университетах, в институте «Водгео» под руководством Б. А. Ржаницына, во ВНИИГе им. Веденеева под руководством А. Н. Адамовича, в институте СоюздорНИИ такие исследования возглавлялись В. М. Безруком.
В 1938 году в Московском университете был впервые прочитан курс технической мелиорации грунтов и, таким образом, начата подготовка специалистов в этой области. Последующее развитие технической мелиорации грунтов связано с имена таких ученых как: М. М. Филатов, В. В. Охотин, М. Ю. Абелев, С. С. Морозов, В. М. Безрук, Б. В. Толстопятов, Е. Г. Борисова, В. Г. Самойлов, В. Е. Соколович, С. Д. Воронкевич, Г. И. Банник, Г. Н. Жинкин, В. М. Кнатько, И. М. Литвинов и др.

## Методы технической мелиорации грунтов
Существующие методы объединяются в три группы.
Первая группа методов относится к гидро-геомеханической мелиорации, традиционно именуемой как уплотнение и осушение грунтов, и включает все виды дренажей, электроосмотическое осушение и все методы уплотнения грунтов.
Вторая — составляет суть геохимической (или физико-химической) мелиорации: это все виды инъекций, совмещение грунтов с различными вяжущими и температурная обработка, при которых происходит закрепление грунтов.
Третья — геотехническая мелиорация, чаще встречается в литературе под названием армирование грунтов — объединяет все виды совмещения грунтовых масс или грунтовых массивов с пространственными конструкциями из элементов повышенной прочности.